# Lepidodactylus listeri
Lepidodactylus listeri, ou Lagartixa da ilha de natal é uma espécie de lagartixa Regionalmente extinta da família Gekkonidae, sendo endémica de Ilha do Natal. É nomeado em honra do naturalista Joseph Jackson Lister.